# Zveza društev medicinskih sester in zdravstvenih tehnikov Slovenije
Zveza društev medicinskih sester in zdravstvenih tehnikov Slovenije je bila med ustanovnimi članicami Zbornice zdravstvene nege Slovenije, ki je bila ustanovljena 15. decembra 1992.

## Odlikovanja in nagrade
Leta 1997 je prejel srebrni častni znak svobode Republike Slovenije z naslednjo utemeljitvijo: »ob sedemdesetletnici zaslužnega delovanja na področju zdravstvene nege in njenega strokovnega razvoja«.